# Kimiko Zakreski
Kimiko Zakreski (ur. 31 grudnia 1983 w St. Albert, Alberta) – kanadyjska snowboardzistka polsko-japońskiego pochodzenia. Reprezentantka Kanady na Zimowe Igrzyska Olimpijskie 2010 w Vancouver. Zakreski po raz pierwszy stanęła na podium zawodów Pucharu Świata w sezonie 2008–09, zajmując drugie miejsce w Limone Piemonte we Włoszech. Po raz drugi dokonała tego w grudniu 2009 r., kończąc na trzecim miejscu zawody w Telluride, Kolorado.
Jej nazwisko to prawdopodobnie zniekształcone "Zakrzewski". Jej ulubione dania to sushi i pierogi

## Sukcesy

### Igrzyska olimpijskie
| Miejsce | Dzień     | Rok  | Miejscowość | Konkurencja       | Zwycięzca           |
| ------- | --------- | ---- | ----------- | ----------------- | ------------------- |
| 29.     | 26 lutego | 2010 | Vancouver   | Gigant równoległy | Nicolien Sauerbreij |

### Mistrzostwa Świata
| Miejsce | Dzień       | Rok  | Miejscowość | Konkurencja       | Zwycięzca                 |
| ------- | ----------- | ---- | ----------- | ----------------- | ------------------------- |
| 34.     | 18 stycznia | 2005 | Whistler    | Gigant równoległy | Manuela Riegler           |
| 32.     | 19 stycznia | 2005 | Whistler    | Slalom równoległy | Daniela Meuli             |
| 16.     | 16 stycznia | 2007 | Arosa       | Gigant równoległy | Jekatierina Tudiegieszewa |
| 27.     | 17 stycznia | 2007 | Arosa       | Slalom równoległy | Heidi Neururer            |
| 32.     | 20 stycznia | 2009 | Kangwŏn     | Gigant równoległy | Marion Kreiner            |
| 18.     | 21 stycznia | 2009 | Kangwŏn     | Slalom równoległy | Fränzi Mägert-Kohli       |

### Puchar Świata

#### Miejsca w klasyfikacji generalnej
- 1999/2000 - 127.
- 2000/2001 - -
- 2002/2003 - -
- 2003/2004 - -
- 2004/2005 - -
- 2005/2006 - 108.
- 2006/2007 - 31.
- 2007/2008 - 90.
- 2008/2009 - 37.
- 2009/2010 - 52.

#### Miejsca na podium
1. Limone Piemonte – 14 grudnia 2008 (gigant równoległy) - 2. miejsce
2. Telluride – 15 grudnia 2009 (gigant równoległy) - 3. miejsce